# Levin Goldschmidt
 Levin Goldschmidt  (Danzig, 30 de maio de 1829 – Bad Wilhelmshöhe, 16 de julho de 1897) foi um jurista e advogado empresarial alemão.

## Biografia
Levin Goldschmidt estudou inicialmente medicina, e posteriormente direito de 1847 a 1851, em Berlim, Bonn e Heidelberg. Em 1851, ele obteve seu grau de doutorado em direito na Universidade de Halle, com uma tese sobre as sociedades em comandita simples (De societate en commandite – Amostra I) e, em seguida, trabalhou nos tribunais de Danzig.
Após obter sua habilitação ao completar sua pandecta, na Universidade de Heidelberg, em 1855, trabalhou primeiro como professor particular na Universidade de Heidelberg. Em 1860, foi promovido a professor extraordinário, e, em 1866, foi nomeado como professor titular de direito. Em Agosto de 1870, ele foi nomeado conselheiro do Tribunal Federal de Comércio, (que posteriormente converteu-se no Tribunal Superior de Comércio do Reino de Leipzig). Em 1875, Foi nomeado professor e conselheiro privado da Universidade de Berlim, na Alemanha, ocupando a primeira cadeira de direito empresarial. Goldschmidt foi fundamental, em 1873, para o desenvolvimento do código civil alemão (Bürgerliches Gesetzbuch), devido à sua impressionante habilidade jurídica. A decisão pela separação de um código de direito civil do direito empresarial foi uma ideia fortemente defendida por ele. Nas seguintes comissões, nos anos 1874 e 1890, com o objetivo da formulação efetiva do código civil, Goldschmidt não foi convocado para sua grande decepção, com a razão amplamente especulada sendo a sua ascendência Judaica. 

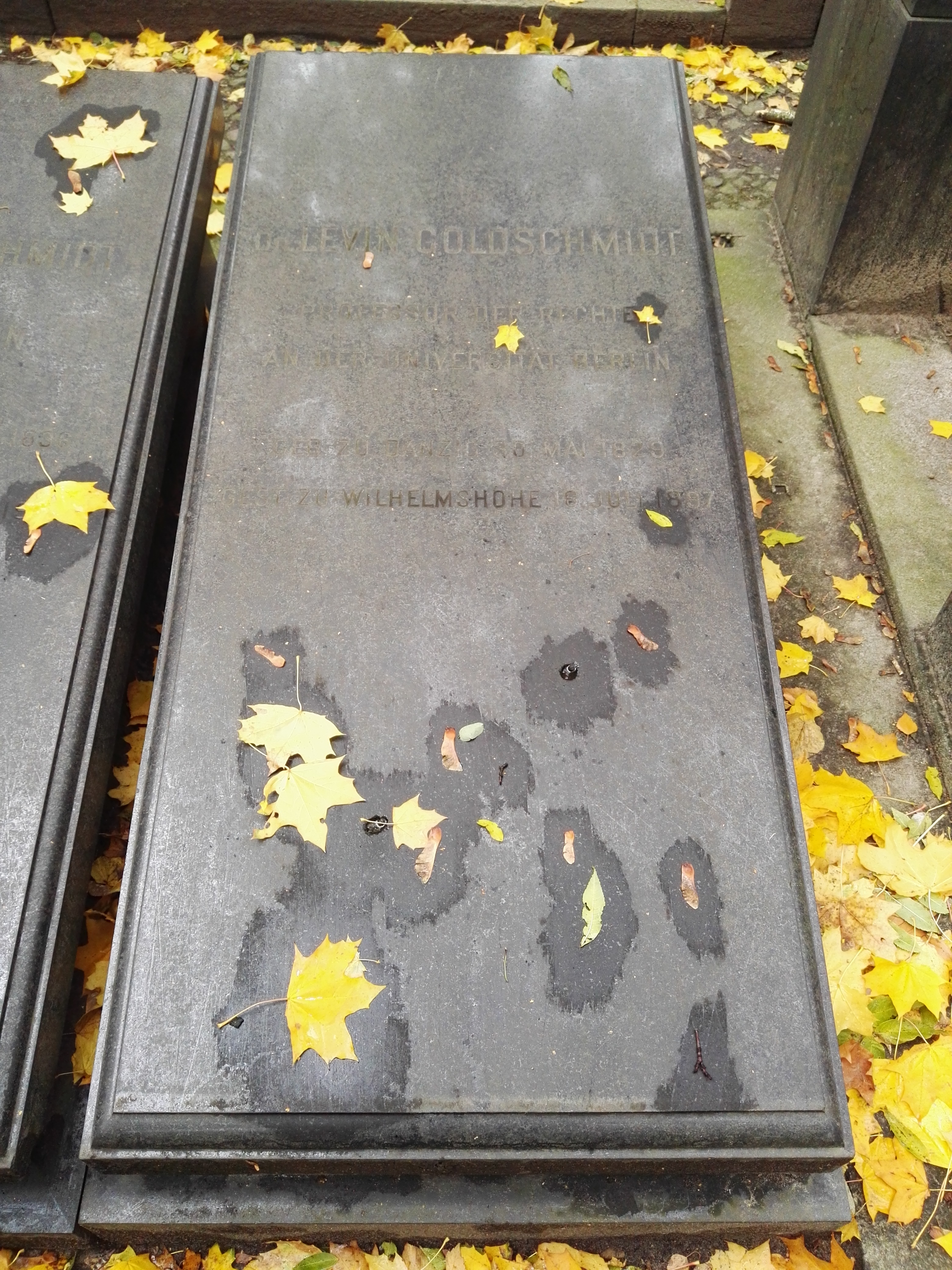
Túmulo de Goldschmitdt

Está enterrado no cemitério Judaico Schönhauser Allee em Berlin-Prenzlauer Berg.

## Atividade Política
O trabalho de Goldschmidt enolvia também o âmbito político. Como um dos ardentes defensores da unificação da Alemanha por Bismarck, e com a exclusão da Áustria, foi em 1875 eleito ao Reichstag, onde ele foi representante do Partido Nacional Liberal, e o segundo Presidente da Comissão sobre Falências.

## Serviços
Como consequência da criação da Revista Geral de Direito Empresarial (Zeitschrift für das gesamte Handelsrecht; 1858) e do seu projeto de alto investimento, apesar de inacabado, Manual de direito comercial (Erlangen, 1864-1868), vol. 1; 2. Edição 1874-1883) Ele respeitado universalmente por ter alcançado os maiores méritos no campo do Direito Comercial.  ele tem que ser o tratamento universal do direito comercial, o maior mérito adquirido. Como representante dos Romanistas,  ele tentou provar a necessidade de instituições jurídicas especializadas em direito comercial por meio de estudos históricos medievais sobre o comércio; em particular, as operações de mercadores italianos.
Levin Goldschmidt apresentou um sistema que objetivamente determinava o tipo de comércio na base de transações comerciais juridicamente padronizadas, tornou-se base do Código Comercial Geral Alemão (ADHGB). Ele via este código como "o melhor e mais completo entre os códigos comerciais existentes na Europa.
Ele também foi um dos primeiros a enfatizar a necessidade de um código civil Alemão, e foi o presidente da comissão nomeada para determinar o planejamento e a metodologia de desenvolvimento do código. 
Teve voz ativa nas decisões do Tribunal Federal Comercial, (Stuttgart, 1870-1880, 25 volumes). No verão de 1875, foi eleito ao Reichstag Alemão como representante de Leipzig.

## Obras (Seleção)
Além de inúmeros artigos em periódicos, ele escreveu:
- A crítica do projecto de um código comercial para os Estados Prussianos. Uma contribuição para a Revisão das doutrinas básicas do direito comercial. Dr. L. Goldschmidt, professor de direitos em Heidelberg
  - Primeira Parte
  - Segunda parte, Vol. IV, edição 4, Heidelberg: editora do Banjo e Schmitt (cópia digital através da pesquisa de Livros do Google)
- A Disputa Lucca-Pistoja
  - O Lucca-Pistoja-Actien-Streit. Negociação discussões jurídicas do Dr. L. Goldschmidt. Professores de direitos em Heidelberg, Frankfurt am Main: J. D. Sauerlanders Verlag editora, 1859 (ebook através da pesquisa de Livros do Google)
  - O Suplemento de 1861?
- O Hansa Alemão. Palestra sobre o Melhor da frota Alemã, mantidos no Museu Saale Heidelberg em 28. De dezembro de 1861 pelo Dr. L Goldschmidt, Professor de direitos [...] reproduzido a partir do nono banda de Prussiano anuários, Berlim: Georg Reimer, 1861 (reimpressão através da pesquisa de Livros do Google)
- Parecer sobre o projecto do código comercial alemão, em conformidade com as decisões da segunda leitura. O Grande Herzogl. O Baden Ministério da justiça ertstatt do Dr. L. Goldschmidt, professor de direitos em Heidelberg. Suplemento de brochura para a revista para todo o direito comercial, volume III, Erlangen: Ferdinand Enke, 1860 (ebook através da pesquisa de Livros do Google)
- A enciclopédia da ciência jurídica no plano. Dr. L. Goldschmidt, Professor de direito em Heidelberg, Heidelberg, Alemanha: editora do Banjo e Schmitt, 1862 (reimpressão através da pesquisa de Livros do Google)
- Manual de direito comercial
  - Volume 1, parte 1 = manual de direito comercial. Por L. Goldschmidt. Terceiro completamente edição revisada. A Primeira Banda. Históricos e literários introdução e os ensinamentos básicos. Primeira parte: uma história universal do direito comercial, Stuttgart: Enke, 1891 (digitalizados versão via Internet Archive)
  - Volume 1, parte 2 = manual de direito comercial. Por L. Goldschmidt, extraordinário Professor de direito em Heidelberg. O primeiro volume, segunda parte, que contém a doutrina da waalre, Erlangen: Enke, 1868 (digitalizados versão através do visual library)
- Misto De Fontes
  - Banda 1
  - Banda 2
- O estudo de três anos, de Direito e de estado de Ciências. Dr. L. Goldschmidt, Berlim: G. Reimer, 1878 (reimpressão através da pesquisa de Livros do Google)
- O estudo jurídico e exame de regulamentos. Uma contribuição para a Prússia e história do direito alemão, Dr. L. Goldschmidt, o Reino do topo de negociação gerichtsrath um. D., ordentl. Professor de direito na Universidade de Berlim, L. L. D., ordentl. Um membro do institut de droit international, membro correspondente da société de législation comparée de Paris, Stuttgart: Ferdinand Enke, 1887 (reimpressão através da pesquisa de Livros do Google)[4]
- Estudos de direito de posse. Escravo posse. Em particular: Tradição e documentos. Possessio absentis. A perda da propriedade de escravos. Dr. L. Goldschmidt, Ir. Justizrath, um Professor de direito na Universidade de Berlim, Berlim: Julius Springer, 1888 (ebook através da pesquisa de Livros do Google)

## Literatura
- Helge Dvorak: um dicionário Biográfico da Burschenschaft alemã.  Volume I: políticos, parte da banda 7: Suplemento de A A K, de Inverno, em Heidelberg, 2013, ISBN 978-3-8253-6050-4. P. 386-387.
- Lothar Weyhe: Levin Goldschmidt. Um Ensino de vida na Alemanha. As questões básicas do direito comercial e o direito civil ciência na segunda metade do século 19. Século.  Duncker & Humblot, Berlim, 1996, Hamburgo, estudos de direito, ISBN 3-428-08671-6.
- Max Pappenheim (1904). "Goldschmidt, Levin". In Allgemeine Deutsche Biographie (ADB) (em alemão). 49. Leipzig: Duncker & Humblot. pp. 438–448.
- Rolf Dietz, ed. (1964). «Goldschmidt, Levin». Neue Deutsche Biographie (NDB) (em alemão). 6. 1964. Berlim: Duncker & Humblot. pp. 617 et seq..
- Hermann Staub: "Levin Goldschmidt.†" Deutsche Juristen-Zeitung, Jg. 2 (1897) , p. 296.

## Ligações Externas
- Literatura de e sobre Levin Goldschmidt (em alemão) no catálogo da Biblioteca Nacional da Alemanha
- Werke von und über Levin Goldschmidt na Deutsche Digitale Bibliothekbiblioteca Digital alemã